# Campeonato Europeo de Curling Masculino de 2001
El XXVII Campeonato Europeo de Curling Masculino se celebró en Vierumäki (Finlandia) entre el 8 y el 15 de diciembre de 2001 bajo la organización de la Federación Mundial de Curling (WCF) y la Federación Finlandesa de Curling.
Las competiciones se realizaron en el Estadio de Hielo de la ciudad finlandesa.

## Tabla de posiciones
| Pos | Equipo          | G | P | G–P |
| --- | --------------- | - | - | --- |
| 1   | Suecia          | 7 | 2 | 1–0 |
| 2   | Suiza           | 7 | 2 | 0–1 |
| 3   | Noruega         | 6 | 3 | 1–0 |
| 4   | Finlandia       | 6 | 3 | 0–1 |
| 5   | Escocia         | 5 | 4 | –   |
| 6   | Dinamarca       | 4 | 5 | 1–0 |
| 7   | Francia         | 4 | 5 | 0–1 |
| 8   | Alemania        | 3 | 6 | –   |
| 9   | República Checa | 2 | 7 | –   |
| 10  | Italia          | 1 | 8 | –   |

## Cuadro final
|  | Semifinales | Semifinales |   |           | Final        | Final |  |
|  |             |             |   |           |              |       |  |
|  |             |             |   |           |              |       |  |
|  | Suecia      | 7           |   |           |              |       |  |
|  | Finlandia   | 4           |   |           |              |       |  |
|  |             |             |   |           |              |       |  |
|  |             |             |   |           |              |       |  |
|  |             |             |   |           | Suecia       | 5     |  |
|  |             | Suiza       | 4 |           |              |       |  |
|  |             |             |   |           |              |       |  |
|  |             |             |   |           |              |       |  |
|  |             |             |   |           | Tercer lugar |       |  |
|  |             |             |   |           |              |       |  |
|  | Noruega     | 7           |   | Finlandia | 6            |       |  |
|  | Suiza       | 8           |   |           | Noruega      | 4     |  |